# Андрогеј
Андрогеј (грч. Ανδρόγεως) је био син критског владара Миноса и његове жене Пасифаје. Кад је победио је у на Панатенејским играма, убио га је из зависти атински краљ Егеј. Атињани су као казну за Андрогејево убиство морали сваке године да шаљу по 7 дечака и 7 девојака за храну чудовишту Минотауру. Од тога их је ослободио јунак Тезеј убивши Минотаура.